# Riu Teslin
El riu Teslin (en anglès Teslin River) és un riu d'Amèrica del Nord que discorre pel Canadà. És un afluent del riu Yukon. Neix a la Colúmbia Britànica, per tot seguit endinsar-se al territori del Yukon, on s'uneix al Yukon després de 393 km de recorregut, prop de la vila d'Hootalinqua. La seva conca és de 35.500 km².
Durant la febre de l'or de Klondike, entre 1896 i 1899, el riu es va convertir en una ruta popular per accedir als camps d'or de Klondike prop de Dawson City, després que els buscadors d'or passessin les muntanyes de la Costa pel Chilkoot Trail o el White Pass.